# 四乙基氯化铵
四乙基氯化铵，简称TEAC，是一种季铵盐，化学式 (C2H5)4N+Cl−，有时写作Et4N+Cl−。它是吸湿性的无色晶体。在药理学和生理学研究中，它已被用作四乙基铵阳离子的来源，也用于有机化学合成。

## 制备和结构
TEAC可以由三乙胺和氯乙烷反应而成。
TEAC有两种稳定的水合物，分别是一水合物和四水合物。一水合物TEAC.H2O 的晶体结构已确定， 四水合物TEAC.4H2O也是如此。
Harmon和Gabriele提供了制备大量TEAC.H2O晶体的详细信息，他们对该化合物和相关化合物进行了红外光谱学研究。研究人员也指出，尽管刚提纯的 TEAC.H2O 不含三乙胺盐酸盐，但加热TEAC时会通过霍夫曼消除反应产生少量的三乙胺盐酸盐。
Cl− + H-CH2-CH2-N+Et3 → Cl-H + H2C=CH2 + Et3N

## 合成应用
在很大程度上，TEAC的合成应用类似于四乙基溴化铵(TEAB)和四乙基碘化铵(TEAI)，尽管其中一种盐在特定反应中可能比另一种更有效。举个例子，TEAC在从芳胺、硝基芳烃和一氧化碳制备二芳基脲的反应中作为助催化剂的产率比TEAB和TEAI高。
在其他示例中，例如以下示例，TEAC不如TEAB或TEAI有效：
- 通过羧酸的碳酸乙烯酯和某些带有酸性N-H的杂环化合物进行2-羟乙基化（-CH2-CH2-OH基团的连接）。[8]
- 相转移催化剂在芴的偕二烷基化中，以及氢氧化钠和卤代烷烃水溶液进行苯胺的N,N-二烷基化和咔唑的N-烷基化。[9]

## 生物学
与四乙基溴化铵和四乙基碘化铵一样，TEAC已被用作许多临床和药理学研究的四乙基铵离子来源，在四乙基铵盐条目下有更详细的介绍。简而言之，TEAC的神经节阻滞特性已在临床上进行了探索。虽然它现在作为药物基本上已经过时，但它仍然用于生理研究，因为它能够阻断各种组织中的 K+ 通道。

## 毒性
TEAC的毒性是由四乙基铵阳离子导致的，这已被广泛研究。TEAC的急性毒性可以和四乙基溴化铵和四乙基碘化铵比较。这些数据是用于比较目的，详细信息可在四乙基铵盐条目中找到。